# Villadia incarum
Villadia incarum là một loài thực vật có hoa trong họ Crassulaceae. Loài này được (Ball) Baehni & J.F. Macbr. miêu tả khoa học đầu tiên năm 1937.